# Emily Overholt
Emily Overholt, née le 4 octobre 1997 à Vancouver, est une nageuse canadienne.

## Biographie
En 2014, alors âgée de seize ans, elle fait partie du relais 4 × 200 m canadien aux Jeux du Commonwealth qui finit médaille d'argent.
En 2015, lors championnats du monde de Kazan, elle obtient la médaille de bronze au 400 m quatre nages, après avoir battu le record national de plus de trois secondes.
Ensuite, lors des Jeux panaméricains, elle remporte trois médailles dont l'or sur le 400 mètres nage libre.

## Palmarès

### Championnats du monde
- Championnats du monde 2015 à Kazan ( Russie) :
  -  médaille de bronze au 400 m quatre nages.
- Championnats du monde 2019 à Gwangju ( Corée du Sud) :
  -  médaille de bronze du relais 4 × 200 nage libre.